# Ortholaba tenuis
Ortholaba tenuis là một loài tò vò trong họ Ichneumonidae.